# Ton Roosendaal
Ton Roosendaal, né le 20 mars 1960, est le créateur du logiciel libre Blender et l'actuel président de la fondation Blender. En 2007 il fonde l'institut Blender, le premier studio au monde orienté vers la production cinématographique et vidéo ludique libres, à Amsterdam, aux Pays-Bas, où il dirige aujourd'hui le développement du logiciel, la publication de manuels et de DVD, ainsi que les projets d'animation 3D et de jeux vidéo libres.

## Début de carrière
Roosendaal étudie en design industriel à Eindhoven avant de cofonder NeoGeo, qui deviendra l'une des plus grandes sociétés d'animation 3D des Pays-Bas dans les années 1990. Cette société a développé dès 1988 la suite d'animation qui deviendra bientôt Blender. Ton Roosendaal fonde Not a Number (NaN) en 1998 pour le développer et le vendre, comme un outil professionnel complet. Mais en raison de mauvaises ventes, NaN doit fermer, stoppant le développement du logiciel. En mars 2002, il crée la Blender Foundation, et arrive en juillet de la même année à convaincre les investisseurs de NaN de libérer les sources, en échange de 100 000 euros. Il parvient à collecter la somme en sept semaines, et Blender devient officiellement gratuit et libre (sous licence GNU GPL) le 13 octobre 2002.

## Fondation Blender
En 2003, il est avec Stefano Selleri coauteur du Blender 2.3 Guide, livre de référence sur la suite de création 3D. Pour accélérer les ventes, au profit de la Blender Foundation, Ton Roosendaal a dédicacé les 250 premiers exemplaires commandés.
Depuis, Ton passe la majeure partie de son temps à travailler sur le développement de Blender et sur des projets qui s'en rapprochent, tels que des projets de film d'animation. Il a notamment produit quatre courts-métrages :
- Elephants Dream, initié en septembre 2005, par le biais du projet Orange, et sorti en 2006
- Big Buck Bunny, projet Peach, sorti le 30 mai 2008.
- Sintel, projet Durian, initié en septembre 2009, sorti le 30 septembre 2010
- Tears of Steel, projet Mango, sorti le 26 septembre 2012

On peut d'ailleurs noter que Elephants Dream est le premier HD DVD sorti en Europe (août 2006).
Ton Roosendaal a reçu en 2009 le titre honorifique de docteur de la Leeds Metropolitan University pour ses activités.